# Nava de Sotrobal
Nava de Sotrobal település Spanyolországban, Salamanca tartományban.  Lakosainak száma 160 fő (2024).

## Népesség
A település népessége az elmúlt években az alábbi módon változott:
| Lakosok száma | 216  | 202  | 198  | 194  | 180  | 174  | 163  | 155  | 164  | 160  |
|               | 2001 | 2004 | 2007 | 2009 | 2012 | 2014 | 2017 | 2019 | 2022 | 2024 |